# Mai 2019
Mai 2019 est le 5e mois de l'année 2019.

## Évènements
- 1er mai : intronisation de Naruhito comme empereur du Japon ; fin de l'ère Heisei, début de l'ère Reiwa.
- 1er mai - 7 septembre : début des manifestations des étudiants en médecine en Équateur.
- 2 mai : élections locales au Royaume-Uni.
- 3 mai :
  - Europol fait fermer 2 sites du Dark web : Wall Street Market et Valhalla Market.
  - la 69e cérémonie du Deutscher Filmpreis a lieu à Berlin.
- 3 et 4 mai : le cyclone Fani frappe l'Est de l'Inde et le Bangladesh.
- 5 mai :
  - Stevo Pendarovski remporte le second tour de l'élection présidentielle en Macédoine du Nord ;
  - élections législatives, présidentielle et municipales au Panama, Laurentino Cortizo est élu président ;
  - accident du vol 1492 Aeroflot à l'aéroport de Moscou (Russie).
- 6 mai : début de l'offensive de Khan Cheikhoun lors de la guerre civile en Syrie.
- 8 mai :
  - élections législatives en Afrique du Sud ;
  - référendum au Belize.
  - des troupes du régime syrien, dirigées par les Forces du Tigre, prennent la ville de Kafr Nabouda (en) au Hayat Tahrir al-Cham
- 9 mai : l'armée syrienne s'empare, sans combat, de la localité de Qalaat al-Madiq (en).
- 9 et 10 mai : au Burkina Faso, le combat de Gorom-Gorom permet de libérer quatre otages.
- 10 mai : Daech annonce, via son agence de presse Amaq, la création de la "wilaya hind", branche indienne de l'organisation, après qu'Ishfaq Ahmad Sofi, un de ses membres, ait été tué lors d'un affrontement à Amshipora (en) dans le district de Shopian du Jammu-et-Cachemire[1].
- 12 mai :
  - élection présidentielle et référendum constitutionnel en Lituanie ;
  - élections provinciales en Nouvelle-Calédonie ;
  - l'attaque d'une église à Dablo (Burkina Faso) fait 6 morts[2].
  - La 6e cérémonie des prix Platino a lieu à la Riviera Maya, au Mexique ;
  - l'incident du golfe d'Oman a lieu au large du port de Fujaïrah.
- 13 mai : élections législatives, sénatoriales et provinciales aux Philippines.
- 14 mai : l'embuscade de Baley Beri fait 27 morts et 6 blessés au Niger.
- 17 mai : un ballon d'observation propulsé à très haute altitude, d'origine étrangère, pénètre dans l'espace aérien du sud de la Chine. Un Chengdu J-10C de la force aérienne chinoise l'a abattu à l'aide d'un missile courte portée le jour même. Les débris ont été récupérés[3].
- 18 mai :
  - élections fédérales en Australie ;
  - Duncan Laurence (Pays-Bas) remporte le Concours Eurovision de la chanson à Tel-Aviv en Israël.
- 19 mai : 
  - votation fédérale en Suisse sur deux objets.
  - un attentat à Gizeh en Égypte, près du futur Grand Musée égyptien, visant un bus de touristes, dont les occupants sont originaires d'Égypte et d’Afrique du Sud, fait 17 blessés.
- 20 mai : la nouvelle méthode permettant le calcul du kilogramme, à l'aide de la constante de Planck et d'une balance de Kibble, entre en vigueur.
- 21 mai :
  - élections législatives, présidentielle et municipales au Malawi ;
  - détection par le Laser Interferometer Gravitational-Wave Observatory et Virgo de l'onde gravitationnelle GW190521, dont les analyses (publiées en septembre 2020) prouveront qu'elle a été émise par un trou noir de 142 masses solaires, le premier trou noir intermédiaire connu[4].
- 22 mai : en Syrie, le Hayat Tahrir al-Cham parvient à reprendre la ville de Kafr Nabouda (en), qui était aux mains des loyalistes depuis près de 2 semaines.
- 23 mai : le parti BJP du Premier ministre Narendra Modi remporte les élections législatives en Inde.
- 23 au 26 mai : élections législatives pour l'Union européenne.
- 24 mai :
  - référendum et élections municipales en Irlande ;
  - un attentat au colis piégé rue Victor-Hugo à Lyon fait 13 blessés ;
  - Theresa May, première ministre du Royaume-Uni, annonce sa démission de la tête du Parti conservateur, avec effet le 7 juin.
- 25 mai : Parasite (기생충, Gisaengchung) de Bong Joon-ho obtient la Palme d'or à l'unanimité du jury du Festival de Cannes.
- 26 mai :
  - élections législatives, régionales et communautaires en Belgique ;
  - élections municipales et dans les communautés autonomes en Espagne ;
  - élections régionales au Piémont (Italie) ;
  - élections municipales en Italie ;
  - élections régionales à Brême (Allemagne) ;
  - élection présidentielle (2e tour) en Lituanie, Gitanas Nausėda est élu ;
  - référendum en Roumanie ;
  - en Syrie, les forces loyales au régime de Bachar al-Assad prennent définitivement la ville de Kafr Nabouda (en) au Hayat Tahrir al-Cham.
- 27 mai :
  - élections législatives à Madagascar ;
  - élections sénatoriales aux Pays-Bas.
- 28 mai : mise en circulation des nouveaux billets de 100 euros et de 200 euros[5].
- 29 mai :
  - élection présidentielle en Lettonie, Egils Levits est élu ;
  - le naufrage d'un bateau transportant des touristes sud-coréens sur le Danube à Budapest fait 7 morts et 21 disparus.
- 30 mai : James Marape est nommé Premier ministre de Papouasie-Nouvelle-Guinée.
- 31 mai : une fusillade à Virginia Beach aux États-Unis fait 12 morts.

## Climatologie
En mai 2019, le dioxyde de carbone présent dans l'atmosphère obtient une concentration record de 415 ppm.

### France
Le mois de mai 2019 a été le plus souvent frais et dépressionnaire. Du 4 au 7 un pic de fraîcheur s'est produit avec des gelées tardives. La matinée du 6 mai a été la plus froide depuis 40 ans. En Corse, un épisode de neige tardive a eu lieu le 15. La température moyenne sur la France a été inférieure à la normale de 1,1 °C. C'est le mois de mai le plus froid depuis 2013 et nous n'avions pas vu une telle anomalie négative de température depuis février 2018.
Les précipitations ont été régulières mais peu intenses sur la France d'où un déficit de 15 %. Les précipitations ont été généralement excédentaires au nord et déficitaires au sud.
L'ensoleillement a été dans les moyennes,.